# André Elissen
André Elissen, né le 12 février 1960 à Frechen, est un homme politique néerlandais. Membre du Parti pour la liberté (PVV), il est député européen de 2017 à 2019.